# Pizzo Stella
Il Pizzo Stella (in lombardo Stel, in tedesco Martschenspitz) è una montagna delle Alpi del Platta nelle Alpi Retiche occidentali.

## Caratteristiche
Si trova sullo spartiacque tra la valle Spluga e la val di Lei, nella provincia di Sondrio (Lombardia), sul confine tra i comuni di Campodolcino, San Giacomo Filippo e Piuro. Dal versante orientale nasce il Reno di Lei.
In giornate particolarmente terse il Pizzo Stella è visibile da Milano: Leonardo, tracciando un panorama delle Alpi da Milano, ne disegnò la forma.

## Salita alla vetta
L'ascensione è possibile tramite diversi itinerari, con differente difficoltà alpinistica. L'itinerario normale parte dal Rifugio Chiavenna (2044 metri s.l.m.), collocato nella conca dell'Angeloga, e, dopo aver attraversato il defunto ghiacciaio dei Mortee, sale per la cresta sul versante E-NE sino alla cima. Un altro itinerario sale dalla valle dell'Acquafraggia, passando per il bivacco Chiara e Walter (2660 metri s.l.m.) e ricollegandosi al precedente sentiero a pochi metri dalla vetta.
Un ulteriore itinerario si sviluppa lungo la Val di Lei: con l'opportuna attrezzatura si può risalire il ghiacciaio dello Stella, detto anche Ponciagna,  collocato sulle pendici settentrionali dello Stella.

## Corsa in montagna
Dal 2015 si corre la Pizzostellaskyrace, una gara di corsa in montagna di 35 km con un dislivello di 2650 m con partenza e arrivo a Fraciscio (frazione del comune di Campodolcino). Nel suo punto più alto raggiunge i 2813 m del Pizzo Sommavalle, spalla del Pizzo Stella. Dal 2017 la corsa è inserita nelle “Skyrunner Italy Series”, con il patrocinio della FISKY e della ISF, federazione italiana e mondiale dello Skyrunning.